# グランパは新米スパイ
『グランパは新米スパイ』（グランパはしんまいスパイ、A Man on the Inside）は、2024年のアメリカ合衆国・チリのコメディドラマ。Netflixオリジナルドラマシリーズ。
Netflixで2024年11月21日より配信が開始された。全8話。1話あたり27分から34分。
アメリカ映画協会（AFI）が選ぶ年間優秀テレビ番組の一つに選ばれている。
原作は、2021年のアカデミー賞にノミネートされたドキュメンタリー映画『83歳のやさしいスパイ』（マイテ・アルベルディ監督）。
2024年12月、シーズン2の製作が発表された。

## あらすじ
チャールズ・ニューウェンダイクは元カリフォルニア州立大学の工学教授。引退後は、裕福だが退屈な一人暮らしをしている。認知症を患っていた妻ヴィクトリアを1年前に亡くしてからは、何に対しても興味がわかず、娘のエミリーとも距離を置いている。
父を心配する娘エミリーは、何かワクワクする趣味を見つけて社会とつながりを持つことを、チャールズに約束させた。
一方、コヴァレンコ探偵事務所の所長ジュリーは富裕層向け老人ホーム「パシフィックビュー」で起きた、ルビーのネックレス盗難（紛失?）についての相談に頭を悩ませていた。調査しようにも、そもそも部外者の立ち入りが禁止されているホーム内では外聞き取り調査すらできないのである。
そこでジュリーは高齢者を探偵助手として採用し、ホームに潜入させることを思いつく。
多数の応募者から選ばれたチャールズは、30日間の期間限定でホームに入居する。もちろん娘のエミリーには内緒である。
スマートで人柄の良いチャールズは、「スパイは目立つな」というジュリーの言いつけを守れず、入居者たちと友人関係を築いていく。多くの友人を作り、それぞれの人生に関わっていき、チャールズ自身の人生も大きく変わっていく。
やがて第2の盗難事件が発生するが、30日が過ぎても犯人の手がかりは見つけられなかった。
さらに、ホームの施設長ディディが、チャールズの行動の怪しさに気づいて彼の思惑を疑い始める。

## スタッフ
- 監督：レベッカ・アッシャー、モーガン・サケット
- 脚本：シルビア・ベイティ・アルカラ

## キャスト
- チャールズ・ニューウェンダイク (Charles Nieuwendyk)

演 - テッド・ダンソン（吹替：加藤亮夫）
主人公。元カリフォルニア州立大学の工学教授。専門はゴールデン・ゲート・ブリッジ。
家宝の宝石盗難事件の解決のため、スパイとして高級老人ホーム「パシフィックビュー」に潜入する。
本作品での演技が評価され、ゴールデングローブ賞にノミネートされた。
- エミリー (Emily)

演 - メアリー・エリザベス・エリス（吹替：國府咲月）
チャールズの娘。男児三人の母親。母の死後、疎遠になっていた父チャールズとの関係を取り戻していく。
- ジョエル・ピニェロ (Joel Piñero)

演 - ユージン・コルデロ
エミリーの夫。
- ジュリー (Julie)

演 - リラ・リッチクリーク・エストラーダ（吹替：渡辺ゆかり）
コヴァレンコ探偵事務所の所長。スパイとしてチャールズを雇う。
- ディディ (Didi)

演 - ステファニー・ベアトリス（吹替：石川藍）
パシフィックビューの施設長。
- フローレンス (Florence)

演：マーガレット・エイヴリー（吹替：葛原詩織）
入居者の一人。
- ヴァージニア (Virginia)

演 - サリー・ストラザース（吹替：梅子サヲリ）
入居者の一人。
- エリオネット

演 - ジョン・ゲッツ（吹替：槙野旦）
入居者の一人。
- カルバート (Calbert)

演 - スティーヴン・M・ヘンダーソン（吹替：黒澤剛史）
入居者の一人。
- グラディス (Gladys)

演 - スーザン・ラッタン（吹替：野路ももこ）
入居者の一人。
- スーザン (Susan)

演 - ロリー・タン・チン
入居者の一人。

## サブタイトル
1) ティンカー、テイラー、オールダー、スパイ（"Tinker Tailor Older Spy"）
ジョン・ル・カレの小説『ティンカー、テイラー、ソルジャー、スパイ』に因んで
2) 橋を知りすぎた男（"The Man Who Knew Too Much About Bridges"）
アルフレッド・ヒッチコックの映画『知りすぎていた男』に因んで
3) かのエミリーは二度ベルを鳴らす（"The Emily Always Rings Twice"）
ジェームズ・M・ケインの小説『郵便配達は二度ベルを鳴らす』に因んで
4) 絵画教室で犬に起こった奇妙な事件（"The Curious Incident of the Dog in the Painting Class"）
マーク・ハッドンの小説『夜中に犬に起こった奇妙な事件』に因んで
5) いま、そこにある危機とプレゼント（"Presents and Clear Danger"）
トム・クランシーの小説『いま、そこにある危機』に因んで
6) サクラメントの男（"Our Man in Sacramento"）
グレアム・グリーンの小説『ハバナの我らの男』に因んで
7) ロシアン・ヒルから愛をこめて（"From Russian Hill with Love"）
イアン・フレミングの小説『007 ロシアから愛をこめて』に因んで
8) 寒い国から帰ってきたスパイ（"The Spy Who Came in from the Cold"）
ジョン・ル・カレの小説『寒い国から帰ってきたスパイ』に因んで